# Euretaster cribrosus
Euretaster cribrosus är en sjöstjärneart som först beskrevs av von Martens 1867.  Euretaster cribrosus ingår i släktet Euretaster och familjen knubbsjöstjärnor. Inga underarter finns listade i Catalogue of Life.